# Euphaedra (Gausapia) extensa
Euphaedra (Gausapia) extensa es una especie de  Lepidoptera, de la familia Nymphalidae,  subfamilia Limenitidinae, tribu Adoliadini, pertenece al género Euphaedra, subgénero (Gausapia).

## Localización
Esta especie de Lepidoptera, se encuentra distribuida en Camerún y en Bioko (África). 